# Le Vigen
Le Vigen är en kommun i departementet Haute-Vienne i regionen Nouvelle-Aquitaine i västra Frankrike. Kommunen ligger i kantonen Limoges-Condat som tillhör arrondissementet Limoges. År 2022 hade Le Vigen 2 298 invånare.

## Befolkningsutveckling
Antalet invånare i kommunen Le Vigen
| Referens: INSEE |